# Río San Salvador (Uruguay)
El río San Salvador es un río uruguayo que tiene su origen en la cuchilla del mismo nombre, bordea la ciudad de Dolores y desemboca en el Río Uruguay. Su corto recorrido atraviesa una de las más fértiles regiones agrícolas, en donde se cultivan cereales,  girasoles y lino. Es conocido por el yacimiento arqueológico español del siglo XVI de su ribera.

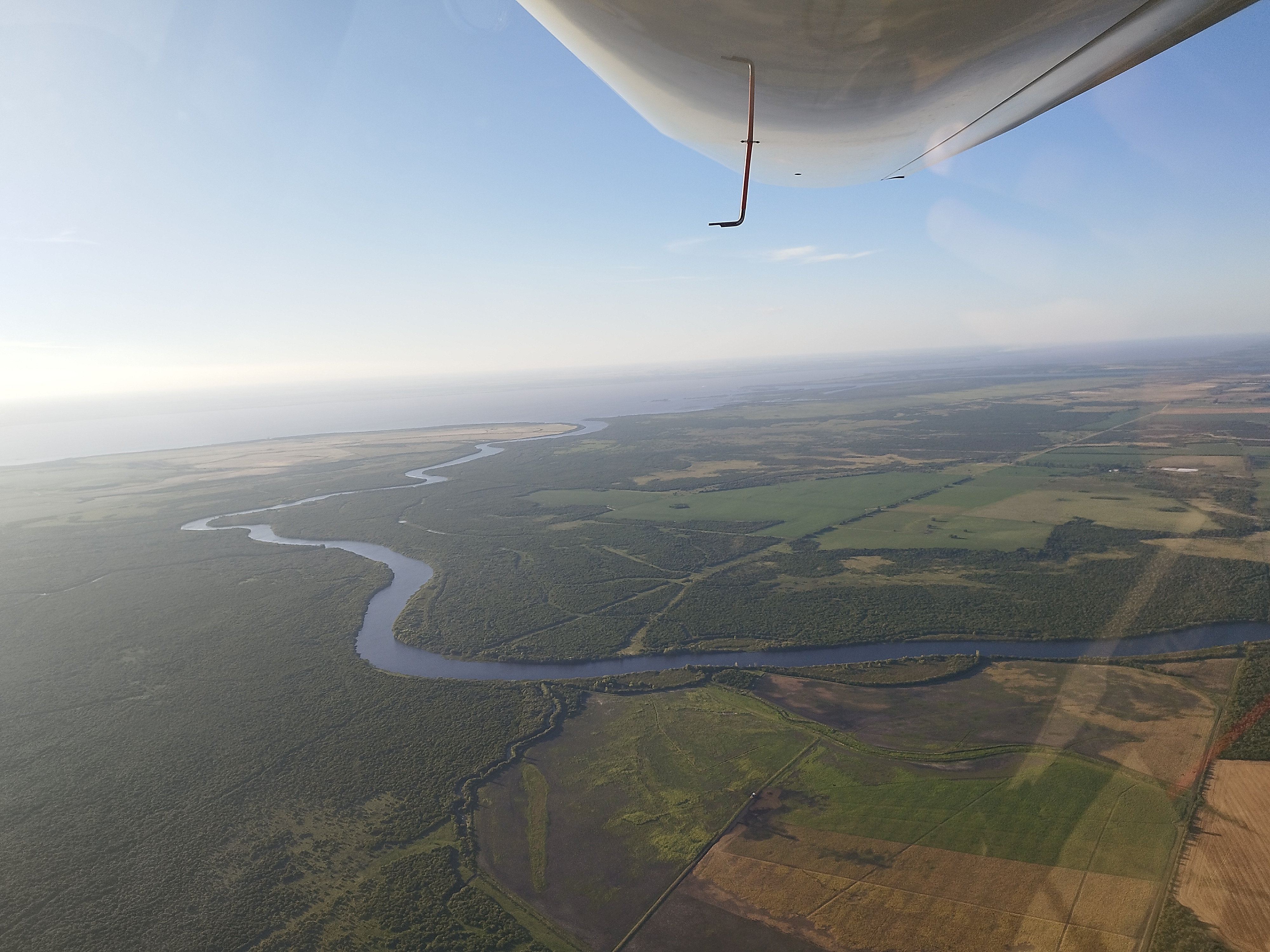
Río San Salvador y su desembocadura en el río Uruguay.

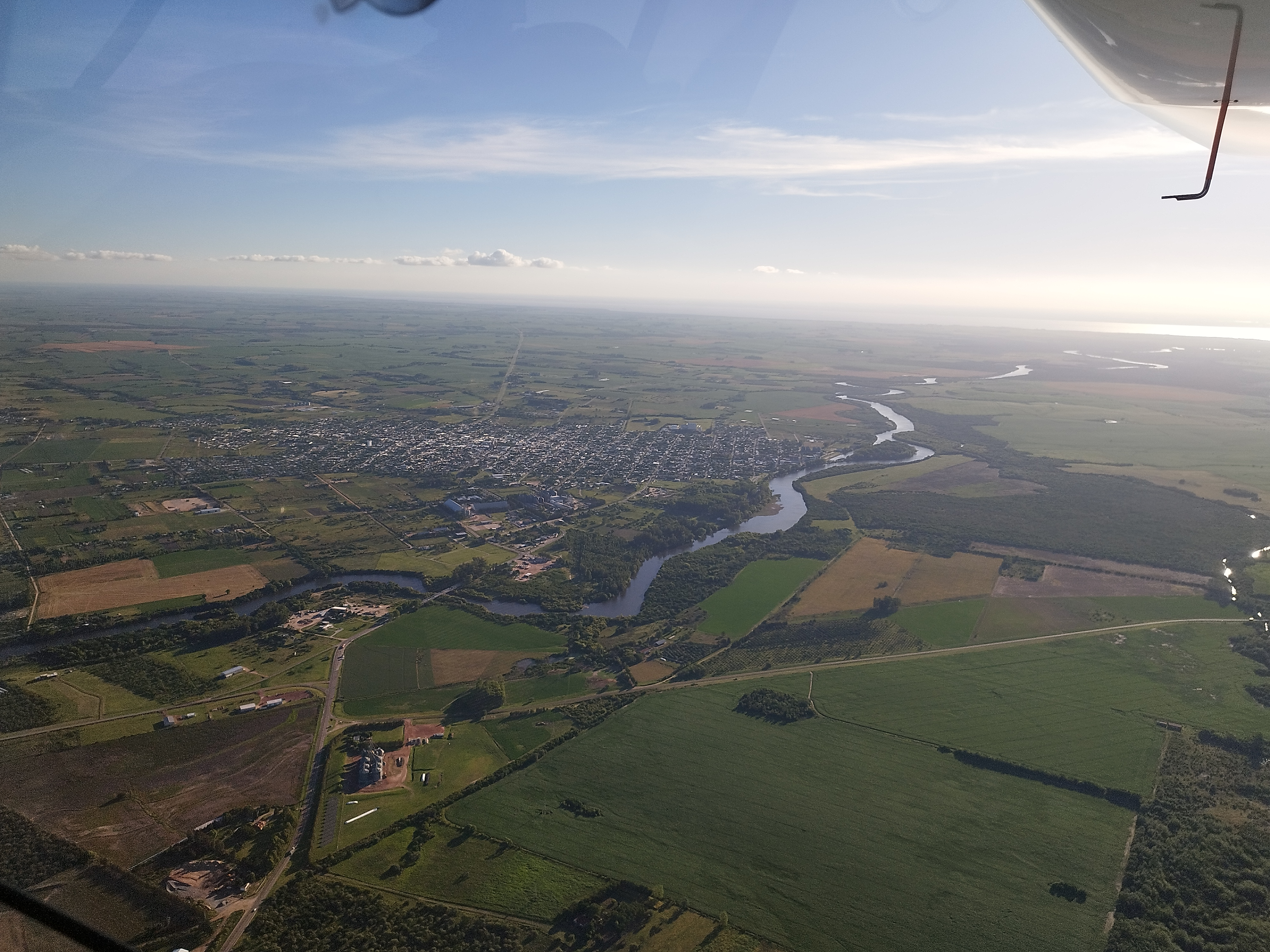
Río San Salvador a su paso por Dolores, Uruguay.

## Arqueología subacuática
Desde 2011 se realizaron en el Río San Salvador hallazgos, tanto de arqueología subacuática como de arqueología terrestre, que resultan compatibles con la industria española del siglo XVI.

La presencia de un montículo de lastre, es evidencia de la actividad náutica desarrollada en los puertos en situaciones normales. El tamaño de las rocas del lastre y la presencia de artefactos asociados al equipamiento náutico (cordajes) e instrumentos para calafatear además de clavos de hierro forjado, sugiere el desarrollo de actividades de construcción naval de embarcaciones. En tanto la cerámica gruesa de contenedores destinados al transporte ultramarino, definidos como “botijas” de tipo bajo-medieval y la (mayólica) se puede atribuir a un contexto temporal del siglo XVI.

## Sebastián Gaboto en el río Uruguay en 1527
Por los registros de la expedición de Sebastian Gaboto sabemos que buscó el llamado «río de la plata». Al avanzar su expedición le pone el nombre de "San Lázaro" a un puerto de tierra firme en la banda oriental del río. 

Luego de padecer por las tormentas, y porque las Naos no podían navegar el Paraná poco profundo, suben por el río Uruguay buscando fondeadero. Llegan a un río que presentaba un puerto seguro y con buen refugio al que llamaron "San Salvador". Sus naves mayores, las naos "Trinidad" y "Santa María" fueron fondeadas en San Salvador bajo la custodia del capitán Antón de Grajeda con unos treinta marinos españoles, junto a un grupo de guaraníes.  Se estima que este nuevo “puerto de las Naos” de Gaboto fue establecido hacia fines de mayo de 1527.

Establecer un asentamiento en el San Salvador era de importancia estratégica ya que permitía el control de los ríos, en una época donde España, Portugal, Inglaterra y Francia se disputaban la llegada al continente y el control de la navegación en los cursos de agua. El nuevo asentamiento se construye cercano del principal curso fluvial, en una zona sobreelevada con visión directa del río Uruguay, del río Negro y del delta del Paraná.
La primera interacción con la población local, se produce al construir sobre el sitio de una ocupación indígena anterior. 

El asentamiento español se identificó,  arqueológicamente a través de los agujeros de postes, de fogones, restos de comida, material cerámico europeo (mayólica) y cuentas de vidrio del siglo XVI, reconociéndose además la estructura de una pared de adobe.
A principios de junio de 1527 Gaboto remonta el río Paraná con la galeota Santa Catalina y con la carabela de Fernando de Esquivel y regresará a San Salvador recién en octubre de 1529.
Mientras tanto la dotación de treinta españoles en el fondeadero y campamento de San Salvador, plantaron algo del trigo que traían.

...Ago saber a vuestra merced questa tierra donde agora estamos es mui sana y de mucho fruto porque habo saber a vuestra merced que se sembraron en este tierra para probar si daba trigo y sembraron cincuenta granos de trigo y cojieron por cuenta 550 granos, esto en tres meses, de manera que se da dos vezes al año, escríbolo a vuestra merced...
Carta de Luis Ramírez desde el puerto de  San Salvador en el "Río de Solís". 10 de julio de 1528. Archivo de Indias

Los historiadores dicen que no hay un reporte de una plantación de trigo en América,  históricamente documentada con una fecha anterior a 1527.
La relación con algunos grupos indígenas de los alrededores del asentamiento San Salvador se deteriora en 1528. Los marinos españoles sufren hostigamiento, que al principio es ocasional pero luego se hace persistente.

Sebastian Caboto viajó á San Salvador en 1529, con cien hombres, llevando la galera y tres de sus bergantines para dar un castigo a los indios guaraníes y luego dejar esas naves pequeñas, que tenía en Sancti Spíritu, a salvo.  
Tres días después en el puerto de las Naos en San Salvador, llegó uno de los bergantines del fuerte Sancti Spíritus, con cincuenta españoles casi desnudos y sin armas.

Se perdieron las alianzas locales, que eran la única garantía de supervivencia.
Los indígenas de los alrededores de San Salvador, los grupos timbúes y chanás que mantenían conflictos tanto con españoles como con guaraníes, redujeron a los españoles al hambre; debido a sus flechazos ya no podían abandonar las naves para ir a pescar o a buscar raíces por las orillas.

A principios de octubre Caboto envía un bergantín con 25 hombres para conseguir comida faenando lobos marinos. Los indios atacan en número de varios cientos, con unas cincuenta canoas, y partidas de flecheros desde la orilla; hubo muertos y muchos españoles quedaron heridos. Sebastian Caboto entonces se vio obligado a abandonar el fondeadero y a retirarse con sus naves y sus hombres; salió de San Salvador y ancló aguas abajo en San Lázaro sobre el "río de Solís".